# Wappen der Eisenbahngesellschaften im kolonialen Australien
Die frühen Eisenbahngesellschaften, besonders in Großbritannien, hatten eine große Affinität zur Heraldik. Wappen wurden von diesen sehr gerne als Erkennungszeichen im Sinne eines Logos oder zum Schmücken der Eisenbahnwaggons verwendet. Entsprechend hatten auch viele Eisenbahngesellschaften in den früheren britischen Kolonien eigene Wappen. Oft wurden die offiziellen Wappen der Kolonien bzw. Staaten oder Teile daraus verwendet, teilweise waren es aber auch willkürliche Sammlungen quasi-heraldischer Darstellungen. Andere Gesellschaften verwendeten lediglich die ineinander verschlungenen Initialen ihres Namens.
Die Liste ist nicht vollständig.

## Liste
| Wappen | Beschreibung und Anmerkungen |
| ------ | --- |
|        | Die Commonwealth Railways verwendeten das leicht abgewandelte Wappen Australiens mit den Initialen der Gesellschaft. |
|        | Die Midland Railway of Western Australia verwendete als Symbol den Schwarzschwan, der bereits seit den 1830er Jahren das Symbol für Westaustralien war und heute auch im Wappen von Western Australia zu finden ist. Der Schwan war in einem Kreis dargestellt, umrahmt mit einem Band mit den Initialen „MRWA“.                                                        |
|        | Die New South Wales Government Railways verwendeten das abgewandelte Wappen von New South Wales, umrahmt mit ihrem Namen in einem Band mit Schnalle. Die farbliche Darstellung variierte. |
|        | Die South Australian Railways verwendeten das Schild und die Krone vom Wappen des Vereinigten Königreichs mit dem Namen der Gesellschaft in einem geschwungenen Band unterhalb. |
|        | Die Tasmanian Government Railways verwendeten als Hintergrund den Umriss Tasmaniens, über dem ein roter Löwe auf einem Gleis abgebildet war, umrahmt mit dem Namen der Gesellschaft. Die farbliche Darstellung variierte. Der schreitende rote Löwe war das frühere Kolonialemblem Tasmaniens und findet sich auch heute im Wappen von Tasmanien wieder.                |
|        | Die Victorian Railways verwendeten das Sternbild Kreuz des Südens, umrahmt mit ihrem Namen in einem Band mit Schnalle. Dieses Sternbild war damals das Kolonialemblem Victorias und findet sich heute im Wappen von Victoria wieder. Die farbliche Darstellung variierte im Laufe der Zeit. Ab 1937 wurde ein modernes Logo verwendet.                                  |
|        | Die Western Australian Government Railways verwendete als Symbol den Schwarzschwan, wie auch die weiter oben aufgeführte Midland Railway of Western Australia, der bereits seit den 1830er Jahren das Symbol für Westaustralien war. Der Schwan war in einem Wappenschild dargestellt, umrahmt mit dem Namen der Gesellschaft. Die farbliche Darstellung variierte oft. |